# Werburg-Museum Spenge
Das Werburg-Museum Spenge ist ein archäologisches Museum  in Spenge, einer Kleinstadt im Kreis Herford in Nordrhein-Westfalen. Das Museum befindet sich im Herrenhaus von Haus Werburg. Es beherbergt Funde aus der Zeit des 15. bis 19. Jahrhunderts, die bei archäologischen Ausgrabungen zwischen 1995 und 2011 auf dem Gelände der ehemaligen Wasserburg gemacht wurden.

## Museum
Durch die ausgestellten Funde wird das Leben der früheren Burgbewohner dargestellt. Angelegt ist die 2016 eröffnete Ausstellung als Kinder- und Familienmuseum. Darum sind den archäologischen Exponaten viele interaktive und mediale Vermittlungselemente zur Seite gestellt. Unter anderem ist eine nachgestellte Ausgrabung Teil der Ausstellung, in der selbst ausprobiert werden kann, wie eine archäologische Grabung funktioniert.
In der Scheune der Werburg finden regelmäßig Sonderausstellungen statt.
Das Museum liegt in der Trägerschaft der Stadt Spenge und wird betrieben vom Werburg Spenge e. V. Museumsleiter war bis Januar 2023 in seiner Funktion als Vorsitzender des Betreibervereins der frühere Grabungsleiter Werner Best. Verantwortlich für die Museumspädagogik war von 2016 bis 2020 Sonja Voss und von 2020 bis 2022 Marcus Coesfeld.